# 国民革命军第一一六军
国民革命军第一一六军1949年1月6日在淮海战役第三阶段陈官庄包围圈中以孙元良第十六兵团残部组建。

## 历史
1949年1月6日，淮海战役第三阶段陈官庄包围圈中，孙元良率第十六兵团突围。退回包围圈的残部、第四十四军残部被邱清泉第二兵团以同是川军的第七十二军抽调干部组建为第116军。
- 军长谭心(黄埔五期工兵科，第七十二军副军长)
- 副军长兼政工处少将处长李克（原第四十四军政工处少将处长）
- 参谋长萧德宜（原第四十四军团长）
- 第287师师长李芝（原第七十二军第233师师长）
- 第288师师长陈元良(原第七十二军第34师副师长)

1949年1月9日下午，第七十二军及未完成组建的第一一六军在陈官庄包围圈的胡庄被歼。第一一六军政工处少将处长李克、师长陈元良被俘。师长李芝阵亡。